# Acrobalista
Acrobalista era el nombre de los soldados de caballería ligera en el ejército griego, semejantes a los vélites o funditores romanos, que arrojaban flechas con la mano o con un arco.
Acostumbraban iniciar los combates y entretenían la infantería enemiga con frecuentes escaramuzas.